# Tarmapachylus
Tarmapachylus is een geslacht van hooiwagens uit de familie Gonyleptidae.
De wetenschappelijke naam Tarmapachylus is voor het eerst geldig gepubliceerd door Roewer in 1956. 

## Soorten
Tarmapachylus is monotypisch en omvat slechts de volgende soort:
- Tarmapachylus koepckei